# Рамон, Марки
Марки Рамон (англ. Marky Ramone), настоящее имя Марк Стивен Белл (англ. Marc Steven Bell, род. 15 июля 1952) — американский барабанщик. Он наиболее известен как барабанщик Ramones, хотя играл также в группах The Voidoids и The Misfits.

## Биография
В середине 1970-х Марк Белл вошёл в состав группы «Richard Hell & The Voidoids», участвовав в записи их первого номерного альбома — «Blank Generation». В Ramones Марк пришёл в мае 1978 года, после ухода из группы Томми Рамона, и ушёл вскоре после записи диска 1983 года «Subterranean Jungle». Однако, он вернулся в группу в 1987 году.
После распада Ramones Марки играл с The Misfits. Затем он вместе с гитаристом и вокалистом Skinny Bones, который ранее написал несколько песен для Ramones, Марки основал группу Marky Ramone And The Intruders, куда также вошли гитарист Рэтбой (англ. Ratboy) и басист Джонни Пизано (англ. Johnny Pisano). Их первый лонгплей сохранял скоростное и весёлое настроение классических работ Ramones; одна из тринадцати песен с него («Anxiety») была первоначально написана для альбома «Mondo Bizarro». Второй альбом значительно больше напоминал не Ramones, а Rancid; на нём сменился состав группы — ушли Skinny Bones и Ratboy, а Бен Трокан (англ. Ben Trokan) стал играть на гитаре и петь. Наиболее интересный трек альбома — «Don’t Blame Me» — был исполнен в дуэте с глэм-рок исполнительницей Джоан Джетт и аранжирован в стиле Фила Спектора в режиме моно. Intruders совершали многочисленные турне, в том числе приехав в Россию.
Вместе с Ди Ди Рамоном Марки был основан ностальгический проект The Ramainz. Вместе с Барброй Рамон трио сыграло концерт из старых песен Ramones, выпущенный затем в виде компакт-диска «Live in NYC». После этого Марки отправился в мировое «разговорное» турне, где показывал публике слайды, раздавал автографы и читал лекции об истории панк-рока. Турне было благожелательно встречено критикой. В тот же период начались нерегулярные выступления Марки в обновлённом составе хоррор-панк-группы The Misfits.
В 2008 году Марки основал группу Marky Ramone's Blitzkrieg (активно дававшую концертные выступления), взяв на вокал Майкла Грэйвса (ex-Misfits); впоследствии Грэйвса сменил Andrew W.K..